# 山内康司
山内 康司（やまうち やすし、1967年 - ）は、日本の工学者。学位は工学博士（東京大学）。専門は、医用工学。

## 略歴
- 1985年 宮崎県立宮崎大宮高等学校卒業
- 1989年 東京大学工学部精密機械工学科卒業
- 1992年 東京大学大学院工学系研究科精密機械工学専攻修士課程修了
- 1994年 東京大学大学院工学系研究科精密機械工学専攻博士課程修了（工学博士）

通商産業省工業技術院、生命工学工業技術研究所、産業技術総合研究所などを経て、現在東洋大学理工学部生体医工学科教授、産業技術総合研究所協力研究員、お茶の水女子大学生活科学部非常勤講師を務める。

## 主要著書

### 共著
- 『内視鏡手術支援システムのインタフェース技術の確立 』（日本ロボット学会誌、2006）

等